# István Csáky
Le comte István Csáky de Körösszeg et Adorján (14 juillet 1894 - 27 janvier 1941) est un homme politique hongrois, ministre des Affaires étrangères entre 1938 et 1941.

## Biographie

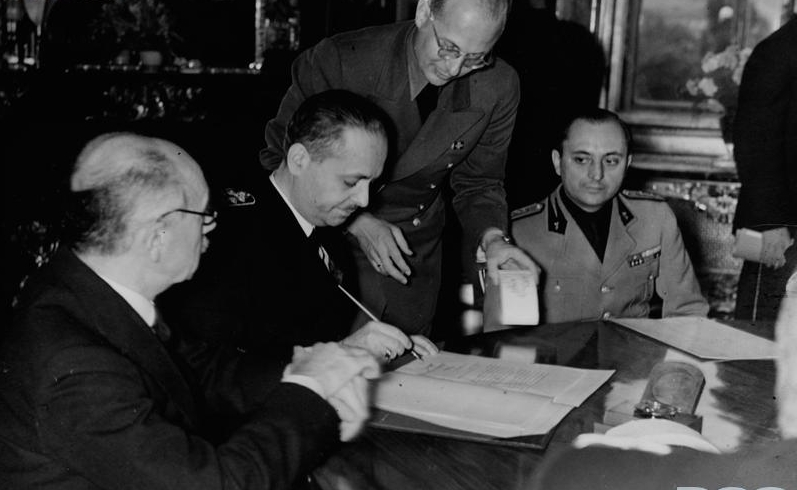
István Csáky signant le deuxième arbitrage de Vienne in 1940.

Descendant du roi Stephen Báthory de Pologne, Csáky nait à Segesvár (aujourd'hui Sighisoara, Roumanie) dans le royaume de Hongrie. Il étudie le droit à Budapest et fréquente l'Académie consulaire impériale de Vienne. À la fin de la Première Guerre mondiale, il participe en tant que diplomate aux négociations de paix qui aboutissent au Traité du Trianon. Il travaille dans les ambassades de Hongrie au Vatican et à Bucarest, Madrid et Lisbonne, et occupe plusieurs postes au ministère des Affaires étrangères à Budapest.
En tant qu'observateur officiel de la Hongrie en 1938, il prend part aux négociations sur les accords de Munich signé en novembre 1938 et aux négociations ultérieures sur le premier arbitrage de Vienne en tant que membre de la délégation hongroise. Le 10 décembre 1938, il est nommé ministre des Affaires étrangères par le Premier ministre Béla Imrédy succédant à Kálmán Kánya au poste de ministre des Affaires étrangères.
En tant que ministre, Csáky a participé aux négociations qui aboutissent au deuxième arbitrage de Vienne d'août 1940, qui vise à récupérer les territoires à la Roumanie perdus lors du Traité du Trianon. L'adhésion de la Hongrie au Pacte tripartite a lieu pendant le mandat de Csáky. Le 17 décembre 1940, il signe un accord d'amitié entre la Hongrie et la Yougoslavie, sur ordre de l'Allemagne, et qui sera rompu par les Hongrois pour laisser les troupes allemandes envahirent la Yougoslavie. Csáky meurt en janvier 1941 des suites d'une grave maladie.